# Ballomarius kawandana
Ballomarius kawandana är en insektsart som beskrevs av Ronald Gordon Fennah 1950. Ballomarius kawandana ingår i släktet Ballomarius och familjen vedstritar. Utöver nominatformen finns också underarten B. k. porrecta.